# أبحاث حوض نهر النيل
برنامج أبحاث حوض النيل Nile Basin Research Programme، هو برنامج بحثي وتعليمي إستراتيجي ومتعدد المجالات في موضوعات متعلقة بحوض النيل، في جامعة برغن، بالنرويج. ويشكل إطاراً عاماً ومحفزاً لكل الأنشطة والمبادرات التي تعكس أولويات البحث في المنطقة.
لعب البرنامج ولا يزال دوراً أساسيًا في خلق وإدارة مبادرة حوض النيل، الذي يركز على الموارد المتنازع عليها والتغيرات المناخية والجوانب الاقتصادية والاجتماعية.

## الأهداف
يعمل على توفير أبحاث من مختلف دول حوض النيل لدعم التعاون في إطار بيئة أكاديمية خصبة.
كعامل محفز للمبادرات البحثية الجديدة، يدعم البرنامج التعاون عبر الحدود ويسعى لتحفيز الثقة الأكاديمية من خلال بناء الكفاءات.
وهو برنامج بحثي زائر وأحدث العناصر البحثية في مبادرة حوض النيل. يعتمد البرنامج على كبار الباحثين من دول حوض النيل. للبرنامج أمانة في جامعة برغن. وهو رسمياً يدعم حكومات الإقليم وتموله الحكومة النرويجية.

## السياسة الخارجية النرويجية تجاه دول حوض النيل
كانت النرويج من أكثر الدول الممولة لمشروعات السدود بدول حوض النيل، وهناك العديد من بروتوكلات التعاون مع دول منابع النيل في مجالات المياه وتدريب الكوادر الفنية، كما أنها شاركت في تمويل سد تيكيزي في إثيوپيا، وهناك جدل حول مشاركتها في تمويل جزء من سد النهضة الإثيوپي. وأرسلت مصر في يناير 2012 ملاحظاتها على الآثار السلبية لهذه السدود لسكرتارية مبادرة حوض النيل وللمكتب الفني لحوض شرقي النيل وإلى البنك الدولي والسوق الأوروبية والاستشاري الكندي لمبادرة حوض النيل، والي المكتب الاستشاري النرويجي الذي يقوم بدراسات الجدوي والدراسات التصميمية للسدود.
صرح المستشار القانوني لوزارة الري والموارد المائية وعضو وفد السودان لمفاوضات حوض النيل، بمعلومات عن مساع تقودها منظمة الرؤية الإستراتيجية النرويجية بدعم مباشر من الحكومة السويسرية لاختطاف المبادرة التي طرحها السودان لحل الخلافات بين دول حوض النيل. وأوضح أن المؤامرة بدأت فصولها حين طرح السودان مبادرة التوفيق وطالب بعقد اجتماع لوزراء حوض النيل في يناير 2011، إلا أن مصر طلبت تأجيله للظروف السياسية التي تمر بها، الأمر الذي دفع بقية الدول للتأجيل، ليحدد بعدها اجتماع في فبراير الماضي وتطلب ذات الدول التأجيل لتبدأ بعدها التدابير والإعداد لاختطاف مبادرة السودان. ونوه إلى أن المنظمة النرويجية نظمت ورشة عمل بجنيف بدعم كامل من الحكومة السويسرية شاركت فيها كل دول الحوض بأكثر من 6 أشخاص يمثلون وفود التفاوض وبعض المستشارين القانونيين، فيما حددت المنظمة مشاركة السودان بمهندس واحد من وزارة الري عديم الصلة بالملف، وقاطع السودان الورشة لترد بعدها المنظمة بأنها تأسف لعدم مشاركة الشخص الذي حددته وأنهم لن يقبلوا أي شخص آخر نيابة عنه ولكنهم لا يمانعون في حضور وزير الري السوداني.
واكتشف السودان فيما بعد مشاركة مدير كرسي اليونسكو بالسودان عبد الله عبد السلام بصفته الشخصية بجانب دبلوماسي من بعثة السودان بجنيف على الرغم من أن قرار وزارة الموارد المائية السودانية برفض المشاركة اتخذ في اجتماع حضره ممثلان لوزارة الخارجية السودانية في إشارة لعدم التنسيق بين الوزارة وبعثاتها في الخارج. وأشار إلى غياب السودان عن تلك الورشة وعدم تضمين وجهة نظره في النزاع الدائر حول الاتفاق الإطاري بين دول الحوض على الرغم من أنه صاحب المبادرة بتجسير الهوة عبر اجتماع فوق العادة اتفقت عليه جميع دول حوض النيل.
والنرويج إحدى الجهات المانحة لمشروع الرؤية المشتركة لمبادرة حوض النيل.
قامت حكومة النرويج بمنح اوغندا تكاليف قيام شركة نورپاك النرويجية، بدراسة فكرة وجدوى إنشاء سد كاروما على النيل الأبيض.